# Arrondissement de Bordeaux
O Arrondissement de Bordeaux ou Arrondissement de Bordéus é uma divisão administrativa francesa, localizada no departamento da Gironda, na região da Aquitânia-Limusino-Poitou-Charentes e agrupando, desde 2007, 25 cantões.
Em 1 de maio de 2006, foi amputado de quatro cantões :
- Cantão de Saint-André-de-Cubzac em favor do arrondissement de Blaye;
- Cantão de Cadillac em favor do arrondissement de Langon;
- Cantão de Podensac em favor do arrondissement de Langon;
- Cantão de Castelnau-de-Médoc em favor do arrondissement de Lesparre-Médoc.

A partir de 1 de janeiro de 2007, foi amputado de quatro outros cantões constitutivos do novo arrondissement de Arcachon :
- Cantão d'Arcachon;
- Cantão d'Audenge;
- Cantão de Belin-Béliet:
- Cantão de la Teste-de-Buch.

## Composição

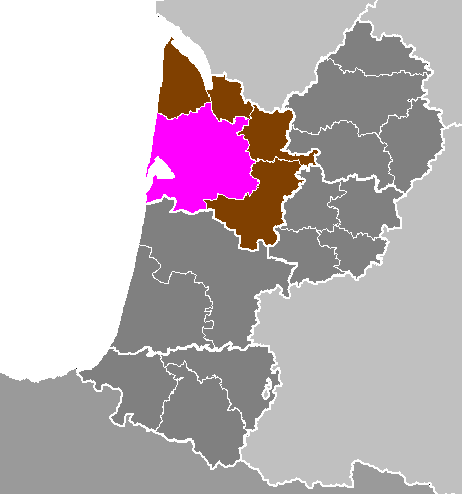
Localização na Aquitânia do arrondissement de Bordeaux antes de 1 de maio de 2006.

Desde 2007, o distrito de Bordeaux é composto por 25 cantões, representando 82 comunas:
- cantão de Bègles;
- cantão de Blanquefort;
- cantão de Bordeaux-1;
- cantão de Bordeaux-2;
- cantão de Bordeaux-3;
- cantão de Bordeaux-4;
- cantão de Bordeaux-5;
- cantão de Bordeaux-6;
- cantão de Bordeaux-7;
- cantão de Bordeaux-8;
- cantão de le Bouscat;
- cantão de La Brède;
- cantão de Carbon-Blanc;
- cantão de Cenon;
- cantão de Créon;
- cantão de Floirac;
- cantão de Gradignan;
- cantão de Lormont;
- cantão de Mérignac-1;
- cantão de Mérignac-2;
- cantão de Pessac-1;
- cantão de Pessac-2;
- cantão de Saint-Médard-en-Jalles;
- cantão de Talence;
- cantão de Villenave-d'Ornon.

## Anexos
- Arrondissements da Gironda
- Cantões da Gironda
- Lista de comunas da Gironda